# أونصة تروي

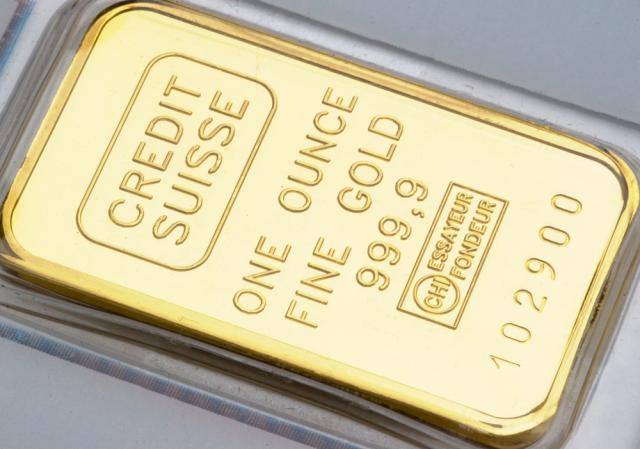
سبيكة من الذهب تزن أونصة تروي واحدة

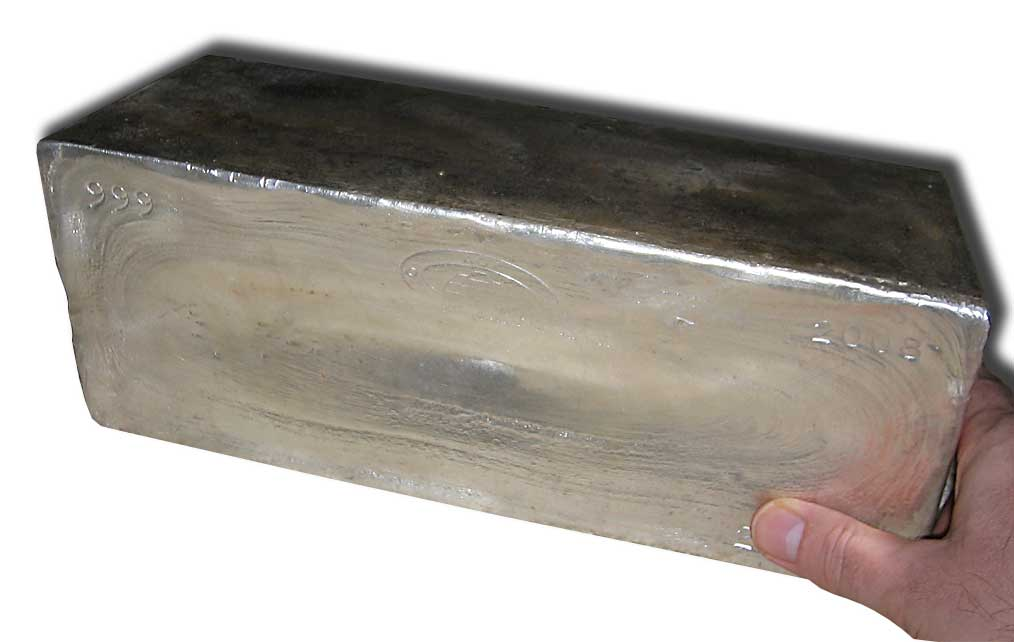
سبيكة فضية تزن 1000 أونصة تروي في حالة التسليم الجيد

أونصة تروي هي إحدى وحدات أوزان تروي. وتُستخدم في وقتنا الحاضر بصورة أكثر شيوعًا لوزن المعادن الثمينة. وتبلغ أونصة تروي الواحدة حاليًا 0.0311034768 كغم أو 31.1034768 جم بالضبط. ويوجد في الـ كغم الواحد 32.15 أونصة تروي تقريبًا. أي أن أونصة تروي الواحدة تساوي 1.09714 أونصة في أوزان أفوردوبويز تقريبًا 
أونصة تروي هي جزء من نظام أوزان تروي، الذي اُشتقت عدة جوانب منه بطريقة غير مباشرة من النظام النقدي الروماني. واستخدم الرومان سبائك البرونز ذات الأوزان المختلفة كعملة. ويزن البرونز الثقيل ما يعادل رطل واحد. وكانت النسبة التي تبلغ واحدًا من اثني عشر من البرونز الثقيل يطلق عليها أونكيا أو «الأونصة» في الإنجيلزية. وسيغير التوحيد المعياري الأخير الأونصة لتكون بنسبة 1/16 من الرطل (أونصة أفردوبويز)، ولكن أونصة تروي، التي تبلغ نسبتها 1/12 من الرطل (لاحظ أن الرطل الترويسي أخف من رطل أفردوبويز)، احتُفظ باستخدامها لوزن المعادن النفيسة. وعند بلوغ عدد الحبوب 480 حبوب، تكون أونصة تروي أثقل من أونصة أفردوبويز، والتي تزن 437.5 حبة. فمنذ إتمام اتفاقية الياردة والرطل الدولي في عام 1959، تم تحديد الحبة الواحدة لتزن 64.79891 مليغرام (مغ) بالضبط، ومن هنا تبلغ الأونصة الواحدة 31.1034768 جرام (جم) (بالضبط من حيث التحديد)، أي أكثر بنسبة 10% في المائة من أونصة أفردوبويز، التي تبلغ 28.349523125 جم (بالضبط).
وللحفاظ على نقاء المعايير والمقاييس المعتادة عبر الزمن، فقد ظلت الأونصة بأن تكون أعلى من أونصة أفردوبويز في الوزن وتثمين الذهب والبلاتين والفضة والبارود. وبالمثل، فلا تزال الحبوب، المتشابهة في النظام الترويسي ونظام أفردوبويز، تستخدم لقياس أوزان الأسهم ورؤوس الأسهم في النبالة إلى جانب أوزان المقذوفات (الرصاص) وقوة دفع (البارود) في القذفيات. وكذلك فقد كان معتادًا استخدام الأونصة والحبوب الترويسية في النظام الصيدلي لفترة طويلة في الطب، ولكنها استبدلت بصورة كبيرة بالميلليغرامات.

## أصل الكلمة
ظهر اسم «تروي» أولاً في عام 1390. ورغم ذلك ففي كثير من الأحيان كان يرتبط بالعدل في مدينة تروي، فرنسا،  وربما تكون هذه القصة قد اختُلقت في القرن الثامن عشر.

## نبذة تاريخية
تُعد أونصة تروي المستخدمة اليوم هي في جوهرها مثل الأونصة الملكية البريطانية (1824-1971)، التي اُعتمدت كمعيار رسمي لوزن العملة بناء على قانون الكونغرس الذي صدر في 19 مايو 1828.
تعتمد أونصة تروي الملكية البريطانية (التي اشتهرت باسم أونصة تروي الملكية) على الأونصة الإنجليزية السابقة لعام 1824 والأونصة الإنجليزية السابقة لعام 1707 وتبدو متطابقة معهما. (وشهد عام 1824 اعتماد النظام الملكي البريطاني للأوزان والمقاييس، بينما صدر في عام 1707 قانون الاتحاد الذي كون مملكة بريطانيا العظمى.) واعتُمدت أونصة تروي الإنجليزية رسميًا كميزان للعملة في عام 1527. حيث استخدمت الأوقيات الترويسية في القطاع الخاص في إنجلترا منذ حوالي عام 1400. وما قبل ذلك، كانت تُستخدم أنواع مختلفة من أونصة تروي في القارة الأوروبية.